# NGC 7468A
NGC 7468A (другие обозначения — PGC 70414, UGC 12342, MCG 3-58-30, ZWG 453.61, VV 738, IRAS23024+1624) — галактика в созвездии Пегас.
Этот объект не входит в число перечисленных в оригинальной редакции «Нового общего каталога» и был добавлен позднее.